# Cementerio de guerra alemán de La Cambe
La Cambe es un cementerio de guerra ubicado cerca de Bayeux, Francia. Allí están enterrados 21 222 militares alemanes caídos en combate durante la batalla de Normandía en la Segunda Guerra Mundial. Es el más grande de toda la zona y de su mantenimiento se ocupa la asociación de Cementerios de los caídos de guerra alemanes.

## Historia
La Cambe comenzó siendo el cementerio de un campo de batalla, creado por el ejército de los Estados Unidos durante la Segunda Guerra Mundial para dar sepultura a militares tanto alemanes como estadounidenses. Acabada la guerra y en paralelo a los trabajos de reconstrucción del continente europeo, se empezó a exhumar de La Cambe a los estadounidenses para trasladar sus restos de acuerdo al deseo de sus familiares. A partir de 1945, dos tercios de los fallecidos de Estados Unidos fueron trasladados de vuelta su país y el resto fue inhumado en el nuevo Cementerio Estadounidense de Normandía en Colleville-sur-Mer, junto a la playa de Omaha.
Durante el transcurso de la guerra se había enterrado a los caídos alemanes esparcidos por toda Normandía, ya fuera en tumbas individuales o en pequeños cementerios en los campos de batalla. El final del conflicto permitió a la asociación de Cementerios de los caídos de guerra alemanes (Volksbund Deutsche Kriegsgräberfürsorge) la creación de seis grandes camposantos en Normandía.

### Formación
La Cambe, como lugar de enterramiento de militares germanos, ya estaba bajo el mantenimiento informal de los Cementerios de los caídos de guerra alemanes y por tanto era una elección lógica para crear una necrópolis mayor. Tras la firma en 1954 del Tratado franco-germano sobre cementerios de guerra, se trasladaron a La Cambe los restos de 12 000 militares, procedentes de 1400 lugares distintos repartidos entre los departamentos franceses de Calvados y Orne. La Cambe se inauguró formalmente como cementerio de guerra alemán en septiembre de 1961. Desde esa fecha se han inhumado allí otros 700 muertos en combate que se han localizado en campos de batalla repartidos por toda Normandía. 

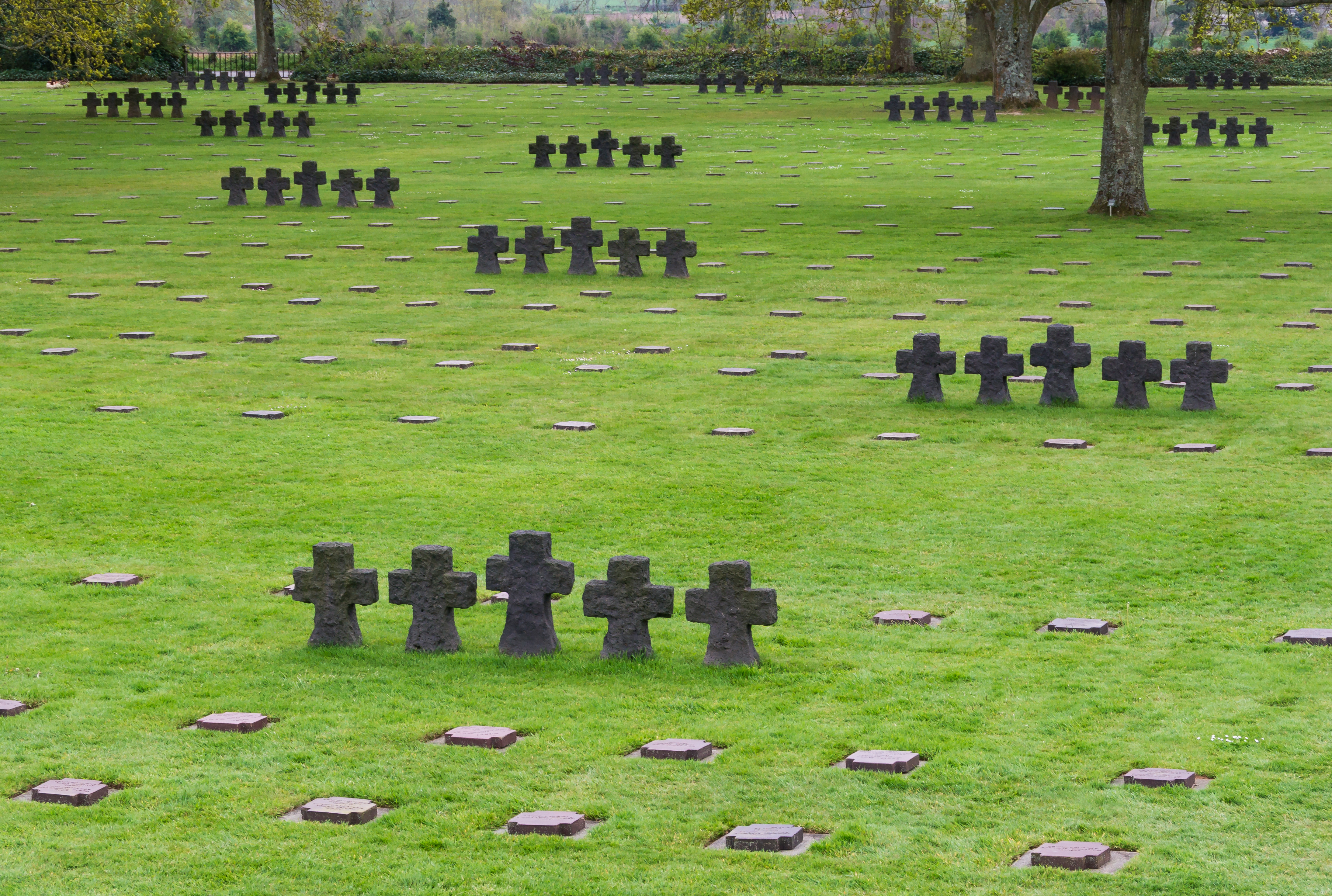
Tumbas del cementerio de La Cambe.

El diseño del enorme camposanto comenzó en cuanto se entregó su gestión a las autoridades alemanas. En su centro se levanta un gran túmulo coronado por una enorme cruz cristiana esculpida en roca volcánica negra y flanqueada por dos estatuas. Ese montículo marca el lugar de una fosa común en la que reposan 296 soldados, 207 de ellos desconocidos. El túmulo central está rodeado de 49 cementerios rectangulares con 400 tumbas cada uno, identificables por sus pequeñas lápidas horizontales distribuidas de forma regular sobre el césped.
A la entrada del cementerio de La Cambe se puede leer:

Hasta 1947, este era un cementerio estadounidense. Los restos fueron exhumados y trasladados a Estados Unidos. Es alemán desde 1948 y contiene unas 21 000 tumbas. Con la melancolía de rigor, es un cementerio para soldados, muchos de los cuales no habían elegido la causa por la que luchar. Ellos también han encontrado reposo en nuestro suelo de Francia.